# Перелом (Легенда о Корре)
«Перелом» (англ. Turning the Tides) — десятый эпизод первого сезона американского мультсериала «Легенда о Корре».

## Сюжет
Мако присматривает за больной Коррой, и Асами ревнует его к Аватару. Когда девушка приходит в себя, все едят за столом, и Корра рассказывает, что Тарлок — сын Якона, и что Амон лишил его магии. На кухне Асами ругается с Мако из-за Корры, рассказывая, что знает про их поцелуй. Тензин собирается в город и просит Лин остаться защищать его семью. Уравнители похищают членов совета и пытаются схватить Тензина, но ему удаётся одолеть противников. Дирижабли Уравнителей атакуют Республиканский город. Команда Аватара покидает храм, переплывая реку, и садится в брошенную машину Асами. Тензин приходит к Сайхану в полицейское управление и приказывает отправить телеграмму командующему Объединённых Сил. Участок подвергается атаке Уравнителей. Они выпускают газ, и Тензин ведёт товарищей через него, используя магию воздуха. На улице их встречают механические танки, которые магнитят полицейских к себе через их металлическую броню. Тензин отважно сражается, но терпит поражение. К нему на выручку приходит команда Аватара. Они освобождают Тензина, уничтожая роботов. Хироши Сато переживает, что его дочь действует заодно с магами. Дирижабли Уравнителей направляются к храму воздуха.
Лин приказывает всем спрятаться в доме, а у Пемы начинаются роды. Уравнители штурмуют храм, и мисс Бейфонг отбивает их атаку. Ей помогают пришедшие Икки, Джинора и Мило. Тензин прилетает на остров и переживает, что его дети участвовали в битве, но Лин хвалит их за её спасение. Тензин идёт к жене и видит своего новорождённого ребёнка, которого они называют Роханом. Корра сообщает, что приближаются ещё дирижабли. Тензин принимает решение увезти семью туда, где нет войны, и Лин становится его сопровождающей. Он также просит Аватара залечь на дно до прибытия Объединённых Сил. Семья Тензина улетает, а команда Аватара бежит с острова, пока орден Белого лотоса сдерживает натиск. Дирижабли преследуют летающих бизонов и догоняют их, и тогда Лин решает броситься на них, чтобы уберечь семью Тензина. Она уничтожает один дирижабль магией металла, но на втором её ловят Уравнители. Семье Тензина удаётся улететь, и они благодарны Лин за проявленный героизм. Команда Аватара видит падение храма воздуха и отправляется в канализацию. Амон выпытывает у Лин, где Аватар, но она молчит, и он лишает её магии. Подчинённый сообщает командиру Объединённых Сил о телеграмме, в которой написано о взятии Республиканского города. Генерал Айро, внук Зуко, приказывает ответить, что они прибудут через 3 дня, чтобы отвоевать город.

## Отзывы

Динамика оценок IGN к эпизодам 1 сезона мультсериала

Макс Николсон из IGN поставил эпизоду оценку 9,5 из 10 и похвалил саундтрек Джереми Цуккермана, назвав его «безупречным». Критик отметил последние кадры с Лин и написал, что «её жертва ради семьи Тензина была очень трогательной». Рецензенту также «было интересно услышать голос Данте Баско (Зуко), который вернулся во франшизу в роли генерала Айро». Эмили Гендельсбергер из The A.V. Club поставила эпизоду оценку «B» и написала, что «краткая сцена, в которой Амон лишает магии Бейфонг, действительно хорошо сделана во многих отношениях». Она также похвалила Цуккермана за саундтрек, отметив, что он хорошо понимает, когда нужно «шептать», в то время как многие другие композиторы «кричат».
Главный редактор The Filtered Lens, Мэтт Доэрти, поставил серии оценку 10 из 10 и написал, что «„Перелом“ был пока что лучшей серией в „Легенде о Корре“». Мордикай Кнод из Tor.com отметил, что «бо́льшая часть этого эпизода посвящена любовным треугольникам: Корра-Мако-Асами, который возник в „Духе соревнования“, и ныне практически несуществующий Лин-Тензин-Пема, о котором мы узнали в „Победителем становится…“».
Эпизод собрал 3,54 миллиона зрителей у телеэкранов США.